# Traité de Wouchalé
Le traité de Wouchalé (en italien : Trattato di Uccialli) est un traité entre l'empire d'Éthiopie et le royaume d'Italie, signé le 2 mai 1889 à Wouchalé entre le Negus du Choa Menelik II et le comte Pietro Antonelli.
Le traité, censé maintenir la « paix et l'amitié » (article 1), consistait principalement en la cession par l'Éthiopie de diverses régions du nord de l'empire à l'Italie qui, en échange, fournirait du matériel militaire et une aide financière. Les régions cédées par l'Éthiopie correspondent à l'Érythrée.
L'article XVII reste le plus connu puisqu'il est à l'origine de la guerre entre l'Éthiopie et l'Italie. En effet, dans la version amharique, l'article 17 « autorise » l'Éthiopie à utiliser l'Italie comme représentant diplomatique à l'étranger, alors que, selon la version italienne, l'Éthiopie « doit » passer par Rome pour être représentée diplomatiquement, ce qui place l'Éthiopie sous souveraineté italienne.
Le 12 octobre 1889, l'Italie fait savoir à la France, l'Allemagne, le Royaume-Uni et la Russie qu'elle est maître, d'après le traité, de la politique étrangère éthiopienne. En 1890, Menelik prend connaissance de la différence et tente par la négociation de rectifier le traité. Face au refus de l'Italie, Menelik dénonce le traité en février 1893, geste qui mène les deux pays à la guerre.
Après la défaite italienne à Adoua, un nouveau traité est signé en octobre 1896 : le traité d'Addis-Abeba, abrogeant le traité de Wouchalé.

## Texte
Dans la rédaction italienne, le texte du traité ratifié le 2 mai 1889 est le suivant :
Sa Majesté Humbert 1er Roi d'Italie, et Sa Majesté Ménélik, Roi des Rois d'Éthiopie, dans le but de rendre profitable et durable la paix entre les deux royaumes d'Italie et d'Éthiopie, ont décidé de conclure un traité d'amitié et de commerce.
Sa Majesté le Roi d'Italie, représenté par le comte Pierre Antonelli, commandeur de la couronne d'Italie, chevalier des saints Maurice et Lazare, son envoyé extraordinaire auprès de Sa Majesté le Roi Ménélik, lequel est muni de pleins pouvoirs ; et Sa Majesté le Roi Ménélik, agissant en son propre nom comme Roi des Rois d'Éthiopie, ont arrêté et conclu les articles a suivants :
Paix perpétuelle et amitié constante existeront entre Sa Majesté le Roi d'Italie et Sa Majesté le Roi des Rois d'Éthiopie, ainsi qu'entre leurs héritiers respectifs, successeurs, sujets et populations placées sous leur protectorat.
Chacune des parties contractantes pourra être représentée par un agent diplomatique accrédité auprès de l'autre, et pourra nommer des consuls et agents consulaires dans les États de l'autre partie. Ces fonctionnaires jouiront de tous les privilèges et immunités, conformément aux usages des gouvernements européens.
Pour écarter toute équivoque en ce qui concerne les limites du territoire sur lequel les deux parties contractantes exercent des droits de souveraineté, une commission spéciale, composée de deux délégués italiens et de deux délégués éthiopiens, tracera sur le terrain, au moyen de signaux placés d'une manière permanente, une ligne frontière dont les points de repère doivent être établis comme suit :
a) La ligne du haut plateau marquera la frontière italo-éthiopienne,
b) En partant de la région d'Arafali, les villages de « Halai, Saganeiti et Asmara seront compris dans les possessions italiennes,
c) Du côté des Bogos, Addi-Nefas et Addi-Johaimès limiteront le territoire italien,
d) À partir d'Addi-Johannès, une ligne tracée de l'est à l’ouest marquera la frontière italo-éthiopienne.
Le couvent de Debra Bizen, avec toutes ses possessions, restera propriété du Gouvernement éthiopien, qui cependant ne pourra pas s'en servir dans un but militaire.
Les marchandises transportées par les caravanes venant de Massaouah ou s'y rendant, payeront sur le territoire éthiopien un seul droit de douane de 8 pour 100 ad valorem.
Le commerce, par Massaouah, de munitions à destination de l'Éthiopie ou en provenant, sera libre pour le seul Roi des Rois d'Éthiopie. Quiconque voudra obtenir l'autorisation d'effectuer un transport de ce genre devra adresser chaque fois une demande régulière de passage aux autorités italiennes et la faire revêtir du sceau royal. Les caravanes transportant des armes et des munitions seront placées sous la protection des troupes italiennes et escortées par elles jusqu'aux frontières de l'Éthiopie.
Les sujets de chacune des deux parties contractantes pourront librement se rendre avec leurs effets et marchandises d'un pays dans l'autre, et bénéficieront de la protection supérieure des deux gouvernements, par l'intermédiaire de leurs agents. Il est cependant interdit à des gens armés de l'une ou de l'autre partie contractante, de se réunir en troupe restreinte ou nombreuse pour franchir les frontières respectives, dans le but de s'imposer aux populations ou de tenter de se procurer de vive force des vivres ou des bestiaux.
Les Italiens en Éthiopie et les Éthiopiens en Italie ou dans les possessions italiennes, ne pourront acheter ou vendre, prendre ou donner en fermage, enfin disposer de leurs propriétés que de la manière en usage chez les indigènes.
Est pleinement garantie, dans chacun des États, la faculté, pour les sujets de l'autre, de pratiquer la religion qui leur est propre.
Les contestations ou litiges entre Italiens en Éthiopie seront réglées par les autorités italiennes de Massaouah ou par leurs délégués. Les litiges entre Italiens et Éthiopiens seront réglés par les autorités italiennes de Massaouah ou par leurs délégués, de concert avec un délégué des autorités éthiopiennes.
Si un Italien décède en Éthiopie ou un Éthiopien en territoire italien, les autorités locales prendront soigneusement en garde toutes ses propriétés et les tiendront à la disposition du Gouvernement auquel appartenait le défunt.
En tout cas et en toute circonstance, les Italiens prévenus d'un crime seront jugés par l'autorité italienne. Pour ce faire, l'autorité éthiopienne devra immédiatement remettre à l'autorité italienne à Massaouah les Italiens prévenus d'avoir commis un crime. Également, les Éthiopiens prévenus de crime commis en territoire italien, seront jugés par l'autorité éthiopienne.
Sa Majesté le Roi d'Italie et Sa Majesté le Roi des Rois d'Éthiopie contractent l'obligation de se remettre réciproquement les délinquants qui, pour se soustraire à application d'une peine, se seraient réfugiés des domaines de l'un dans ceux de l'autre.
La traite des esclaves étant contraire aux principes de la religion chrétienne, Sa Majesté le Roi des Rois d'Éthiopie s'engage à l'empêcher de tout son pouvoir de manière qu'aucune caravane d'esclaves ne puisse traverser ses États.
Le présent traité est en vigueur dans tout l'Empire éthiopien.
Si, au bout de cinq années à partir de la date de la signature, une des deux hautes parties contractantes voulait introduire quelque modification dans le présent traité, elle pourra le faire ; mais elle devra prévenir l'autre une année auparavant, toute concession en matière de territoire demeurant immuable.
Sa Majesté le Roi des Rois d'Éthiopie consent à se servir du Gouvernement de Sa Majesté le Roi d'Italie pour toutes les affaires qu'il aurait à traiter avec d'autres puissances ou gouvernements.
Dans le cas où Sa Majesté le Roi des Rois d'Éthiopie aurait l'intention d'accorder des privilèges spéciaux à des citoyens d'un tiers État pour commercer ou créer des établissements industriels en Éthiopie, à égalité de conditions, la préférence sera toujours accordée aux Italiens.
Le présent traité étant rédigé en langue italienne et en langue amharique, les deux versions concordant parfaitement entre elles, les deux textes seront considérés comme officiels et feront, sous tous les rapports, également foi.
Le présent traité sera ratifié.
En foi de quoi, le comte Pierre Antonelli, au nom « de Sa Majesté le Roi d'Italie, et Sa Majesté Ménélik, Roi des Rois d'Éthiopie, au sien propre, ont apposé a leurs signatures et leurs sceaux sur le présent traité fait au camp d'Ucciali, le 25 mazzia 1881, correspondant au 2 mai 1889.
- Pour Sa Majesté le Roi d'Italie, « Pierre Antonëlli,
- (Cachet impérial d'Éthiopie). »[2]

Dans la rédaction amharique, le texte du traité diffère de la version italienne, l'article XVII prenant la forme suivante :
« Sa Majesté le Roi des Rois d'Éthiopie peut à se servir du Gouvernement de Sa Majesté le Roi d'Italie pour toutes les affaires qu'il aurait à traiter avec d'autres puissances ou gouvernements. »

## Convention additionnelle
Une mission éthiopienne dirigée par Makonnen débarque à Naples le 21 août 1889 en apportant le traité de Wouchalé conclu de 2 mai 1889 pour le soumettre à la ratification du gouvernement italien. Au cours de ce séjour, la convention additionnelle suivante est signée :
« Au nom de la Très Sainte Trinité,
Sa Majesté le Roi d'Italie et Sa Majesté l'Empereur d'Éthiopie, désirant conclure une convention additionnelle au traité d'amitié et de commerce, signé au camp d'Ucciali le 2 mai 1889, ont nommé comme plénipotentiaires, Sa Majesté le Roi d'Italie : le chevalier François Crispi, président du Conseil des ministres et son ministre secrétaire d'État à l'intérieur pour les Affaires étrangères, et Sa Majesté l'Empereur d'Éthiopie : le dégiac Makonnen, son ambassadeur auprès de S. M. le Roi d'Italie ; lesquels, munis de pleins pouvoirs, ont établi ce qui suit :
Le Roi d'Italie reconnaît Ménélik comme Empereur d'Éthiopie.
Le Roi Ménélik reconnaît la souveraineté de l'Italie sur les colonies qui sont comprises sous la désignation de Possessions italiennes de la mer Rouge.
En vertu des précédents articles, il sera fait une rectification des deux territoires, en prenant pour base la a possession de fait actuelle et par les soins de délégués qui, aux termes de l'article III du traité du 2 mai 1889, seront nommés par le Roi d'Italie et par l’Empereur d'Éthiopie.
L'Empereur d'Éthiopie pourra créer pour ses États une monnaie spéciale dont le poids et la valeur seront à établir d'un commun accord. Elle sera frappée par les soins des établissements monétaires du Roi d'Italie, et aura cours légal dans les territoires possédés par l'Italie.
Si le Roi d'Italie frappe une monnaie pour ses possessions africaines, elle devra avoir cours légal dans tous les royaumes de l'Empereur d'Éthiopie. Un emprunt de quatre millions de lires devant être contracté par l'Empereur d'Éthiopie auprès d'une banque italienne, avec la garantie du Gouvernement italien, il reste établi que l'Empereur d'Éthiopie donne de son côté audit Gouvernement, comme garantie pour le payement des intérêts et pour l'extinction de la dette, les droits d'entrée de douane du Harrar.
L'Empereur d'Éthiopie, s'il vient à manquer au payement régulier de l'annuité à établir avec la banque qui fera le prêt, donne et concède au Gouvernement italien le droit d'assumer l’administration des douanes susdites.
Moitié de la somme, c'est-à-dire deux millions de lires italiennes, sera versée en monnaie d'argent ; l'autre moitié sera déposée dans les caisses de l'État italien pour servir aux acquisitions que l'Empereur d'Éthiopie a l'intention de faire en Italie.
Il reste entendu que les droits de douane dont il est question à l'article du traité du 2 mai 1889, s'appliqueront non seulement aux caravanes provenant de Massaouah ou s'y rendant, mais à toutes celles qui gagneront par toute autre voie un pays placé sous l'autorité de l'Empereur d'Éthiopie.
Le paragraphe de l'article XII du traité précité est abrogé et remplacé par le suivant : Les Éthiopiens qui commettraient un délit en territoire italien seront toujours jugés par les autorités italiennes.
La présente convention est obligatoire non seulement pour l'Empereur actuel d’Éthiopie, mais également pour les héritiers de la souveraineté sur tout ou partie des territoires placés actuellement sous la domination du roi Ménélik.
La présente convention sera ratifiée et les ratifications seront échangées le plus tôt possible. En foi de quoi, le chevalier François Grispi, au nom de Sa Majesté le Roi d’Italie, et le dégiac Makonnen, au nom de Sa Majesté l’Empereur d'Éthiopie, ont signé et ont scellé de leurs sceaux la présente convention faite à Naples le 1er octobre 1889, c'est-à-dire le 22 mascarram 1882 de la date éthiopienne.
- Makonnen,
- Crispi. »[3]